# Carmin d'indigo
Pour les articles homonymes, voir indigotine.
Le carmin d'indigo ou indigotine I est un composé organique de la famille des colorants indigoïdes. Il est doublement référencé dans le Colour Index, sous le numéro C.I. 73015 et la dénomination « C.I. Acid Blue 74 » (entre autres) lorsqu'il est d'origine synthétique, et sous le numéro C.I. 75781 et la dénomination « C.I. Natural Blue 2 » lorsqu'il est d'origine naturelle. Dans ce second cas, le carmin d'indigo naturel désigne le composant majoritaire du mélange obtenu par sulfonation de l'indigo naturel (C.I. 75780).
Sa structure est très proche de celle de l'indigo (ou indigotine), dont elle dérive par simple insertion de deux groupes sulfonate (–SO3–) en position 5 et 5'.

## Utilisations
C'est un colorant bleu et un additif alimentaire référencé sous le numéro E132.

### Additif alimentaire
L’indigotine est essentiellement constituée d’un mélange de sel disodique de l’acide dioxo-3,3’-bi-indolylidène-2,2’-disulfonique-5,7’ et de matières colorantes accessoires associées à du chlorure et/ou sulfate de sodium constituant les principaux composants non colorés[réf. nécessaire].
L’indigotine à base de sel de calcium et de potassium est également autorisée.

### Indicateur de pH
C'est un indicateur de pH dont la couleur change pour des pH élevés.
| Couleurs du carmin d'indigo | forme acide bleu | zone de virage pH 11,4 à pH 13,0 | forme basique jaune |

#### Liens et document externes
- La directive 94/36/CE concernant les colorants